# Liste der Baudenkmäler im Kölner Stadtteil Merkenich
Die folgende Liste enthält die in der Denkmalliste ausgewiesenen Baudenkmäler auf dem Gebiet des Stadtteils Köln-Merkenich, Stadtbezirk Köln-Chorweiler, Nordrhein-Westfalen.
Hinweis: Die Reihenfolge der Baudenkmäler in dieser Liste orientiert sich an den Straßennamen und ist alternativ nach Hausnummern, Denkmallistennummer oder Bezeichnung sortierbar.
Basis ist die offizielle Kölner Denkmalliste (Stand: 16. August 2012), die Baudenkmäler und Denkmalbereiche auflistet. Dabei kann es sich beispielsweise um Sakralbauten, Wohn- und Fachwerkhäuser, historische Gutshöfe und Adelsbauten, Industrieanlagen, Wegekreuze und andere Kleindenkmäler sowie Grabmale und Grabstätten, die eine besondere Bedeutung für die Geschichte Kölns haben, handeln. Grundlage für die Aufnahme in die offiziellen Denkmallisten ist das Denkmalschutzgesetz Nordrhein Westfalens.

| Bild                           | Bezeichnung                                                | Lage                                                     | Beschreibung | Bauzeit | Einge- tragen seit | Denk- mal- nr. |
| ------------------------------ | ---------------------------------------------------------- | -------------------------------------------------------- | --- | ------- | ------------------ | -------------- |
| Fotos hochladen                | Kapelle                                                    | Merkenich Alte Römerstr. 102 Ecke Auf dem Auerberg Karte | |         | 1. Juli 1980       | 469            |
| Fotos hochladen                | Kleindenkmal (Wegekreuz)                                   | Merkenich Alte Römerstr. o. Nr. / Feldkasseler Weg Karte | Inschrift: „CHRISIO DEO PIETA RHENOCASTELLANORVM dem Gott des heils und des lebens errichtet von Erb G, Fuchs zu Rheincassel 1807“                                  | 1807    | 1. Juli 1980       | 470            |
| Fotos hochladen                | Friedhof                                                   | Merkenich Alte Römerstr. o. Nr. / Feldkasseler Weg Karte | Friedhof Rheinkassel |         | 1. Juli 1980       | 471            |
| Fotos hochladen                | Wegekreuz                                                  | Merkenich Alte Römerstr. o. Nr. / Mennweg Karte          | Inschrift: „ANNO 1776 HAT JACOBUS ESSER SCHEFEN UND MARIA HENGERS SEIL. GEWESENE EHEFRAU DIES CREUTZ ZU EHREN GOTTES UND DEM B.... (unleslerlich) AUFSETZEN LASSEN“ | 1776    | 4. März 1991       | 5910           |
| Fotos hochladen                | Kirche St. Amandus u. ehem. Friedhof                       | Merkenich Amandusstr. 4                                  | |         | 18. Januar 1982    | 905            |
| Fotos hochladen                | Wohn- und Geschäftshaus                                    | Merkenich Amandusstr. 6                                  | |         | 29. Mai 1990       | 5579           |
| Fotos hochladen                | Wohnhaus einer ehem. Hofanlage                             | Merkenich Amandusstr. 51                                 | |         | 7. September 1990  | 5659           |
| Fotos hochladen                | Kirche St. Brictius (Turm, Apsis u. Historisches Inventar) | Merkenich Brictiusstr. 11                                | |         | 20. Januar 1983    | 1298           |
| Fotos hochladen                | Pfarrhaus, Relief an der Pfarrbücherei                     | Merkenich Brictiusstr. 22                                | |         | 11. August 1983    | 1584           |
| Fotos hochladen                | Kleindenkmal (Missionskreuz)                               | Merkenich Brictiusstr. o. Nr.                            | |         | 1. Juli 1980       | 482            |
| Fotos hochladen                | Rest eines Kleingehöftes                                   | Merkenich Cohnenhofstr. 75                               | |         | 18. April 1991     | 5983           |
| Fotos hochladen                | Wohnhaus                                                   | Merkenich Cohnenhofstr. 77                               | |         | 14. März 1991      | 5931           |
| weitere Bilder Fotos hochladen | Kleingehöft                                                | Merkenich Cohnenhofstr. 79                               | |         | 23. April 1991     | 6002           |
| Fotos hochladen                | Wohnhaus                                                   | Merkenich Cohnenhofstr. 88                               | |         | 6. Oktober 1981    | 784            |
| Fotos hochladen                | Kapelle                                                    | Merkenich Cohnenhofstr. 104                              | |         | 1. Juli 1980       | 483            |
| Fotos hochladen                | Wohn- und Geschäftshaus                                    | Merkenich Cohnenhofstr. 106                              | |         | 9. April 1986      | 3551           |
| Fotos hochladen                | Friedhof                                                   | Merkenich Jungbluthstr. o. Nr.                           | Friedhof Merkenich |         | 1. Juli 1980       | 498            |
| Fotos hochladen                | Lindenhof                                                  | Merkenich Kasselberger Weg 151                           | |         | 2. November 1988   | 4727           |
| Fotos hochladen                | Hofanlage                                                  | Merkenich Kasselberger Weg 153                           | |         | 21. Februar 1990   | 5510           |
| Fotos hochladen                | Kleindenkmal (Wegekreuz)                                   | Merkenich Kasselberger Weg o. Nr.                        | |         | 1. Juli 1980       | 499            |
| Fotos hochladen                | Hofanlage Cohnenhof                                        | Merkenich Langeler Damm 91                               | Neue Adresse: Cohnenhofstraße 90-98 |         | 1. Juli 1980       | 502            |
| Fotos hochladen                | Wohnhaus                                                   | Merkenich Mennweg 1                                      | |         | 5. November 1992   | 6661           |
| Fotos hochladen                | Hofanlage                                                  | Merkenich Mennweg 2                                      | |         | 4. September 1981  | 760            |
| Fotos hochladen                | Wohnhaus                                                   | Merkenich Mennweg 1a                                     | |         | 5. November 1992   | 6662           |
| Fotos hochladen                | Ivenshof/Hofanlage                                         | Merkenich Merkenicher Hauptstr. 94                       | |         | 3. Januar 1990     | 5438           |
| Fotos hochladen                | Tönneshof/Hofanlage                                        | Merkenich Merkenicher Hauptstr. 96                       | |         | 13. Dezember 1989  | 5406           |
| Fotos hochladen                | Wohnhaus                                                   | Merkenich Merkenicher Hauptstr. 109                      | |         | 1. Juni 1987       | 4164           |
| Fotos hochladen                | Hofanlage Kaplanshof                                       | Merkenich Merkenicher Hauptstr. 118                      | |         | 1. Juli 1980       | 503            |
| Fotos hochladen                | Hofanlage                                                  | Merkenich Merkenicher Hauptstr. 124                      | |         | 29. Februar 1988   | 4468           |
| Fotos hochladen                | Wohnhaus                                                   | Merkenich Merkenicher Hauptstr. 128                      | |         | 13. Dezember 1989  | 5411           |
| Fotos hochladen                | Kleindenkmal (Wegekreuz)                                   | Merkenich Merkenicher Ringstr. o. Nr.                    | |         | 1. Juli 1980       | 508            |
| Fotos hochladen                | Schule                                                     | Merkenich Spoerkelhof 1–7                                | |         | 1. Juli 1980       | 513            |